# Northrop HL-10
Le Northrop HL-10 était l'un des cinq concepts américains d'avions lourds à corps portant conçus au centre de recherches en vol de la NASA (Flight Research Center, plus tard renommé Dryden Flight Research Center) sur la base Edwards, de juillet 1966 à novembre 1975, afin d'étudier et valider une technique permettant de ramener en sécurité un véhicule à faible finesse (lift-to-drag ratio) conçu pour effectuer une rentrée atmosphérique depuis l'espace.
Il fut conçu par la NASA (bien qu'étant fabriqué par Northrop Corporation) et fut utilisé pour évaluer un profil porteur de type « inversé » et une plateforme de type « Delta ». Il est actuellement exposé à l'entrée du centre de recherches Neil A. Armstrong (le nouveau nom du centre Dryden), à la base aérienne d'Edwards.

## Conception et développement

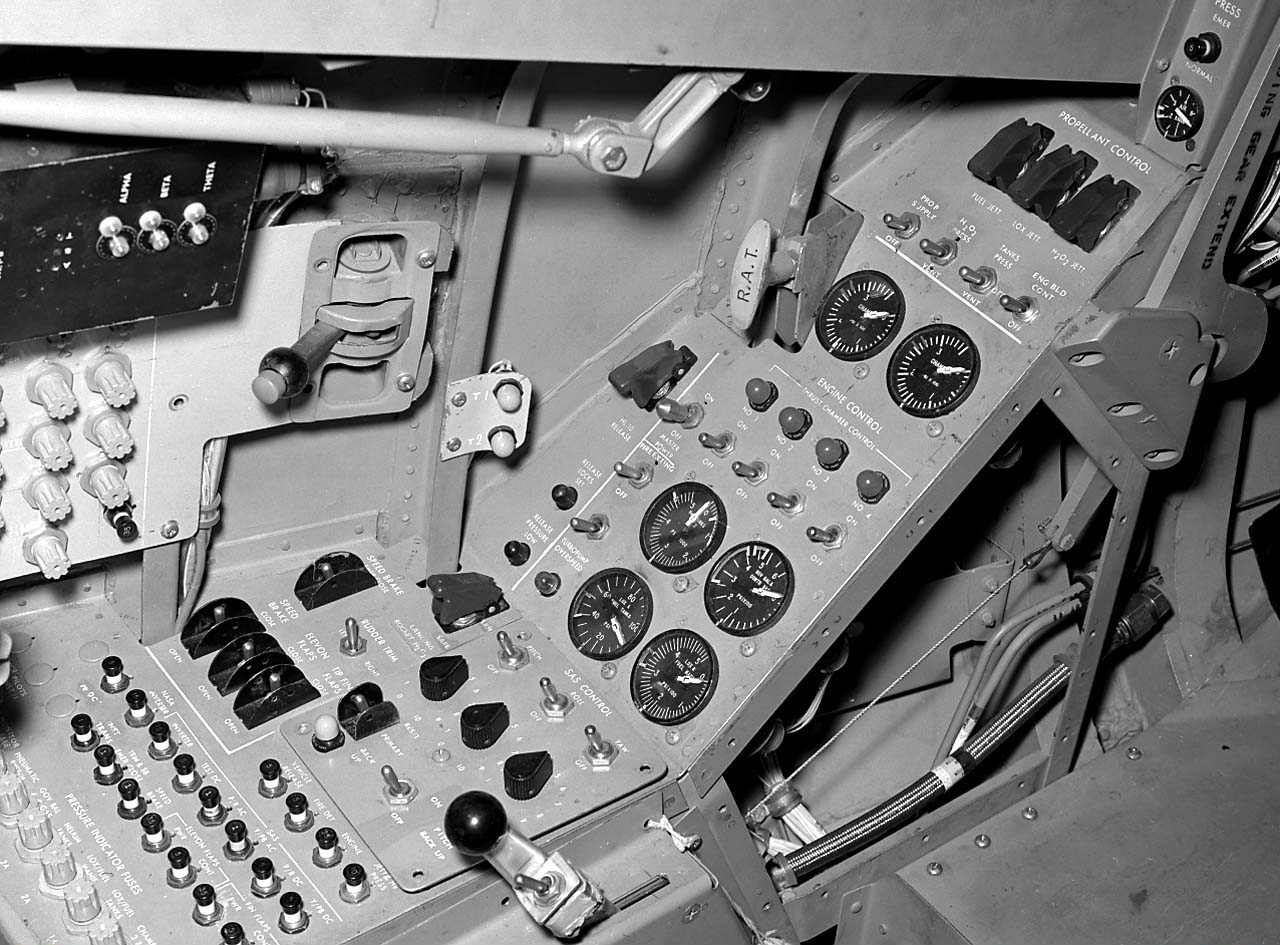
Intérieur du cockpit du HL-10.

La Northrop Corporation construisit le HL-10 et le Northrop M2-F2, les deux premiers de la flotte de corps portants « lourds » mis en vol par le centre de recherches de la NASA. Le contrat de construction pour ces deux appareils fut attribué en juin 1964. Il avait un coût de 1,8 million de dollars, et la fabrication nécessita 19 mois. « HL » signifiait « Horizontal Lander » (à atterrissage horizontal), et « 10 » correspondait au dixième concept étudié par les ingénieurs au Centre de recherche Langley de la NASA, à Hampton, en Virginie.
Les premiers travaux du groupe d'ingénieurs se focalisèrent sur la forme à donner à l'appareil. Très tôt dans le programme, dès 1962, les astrophysiciens avaient défini des objectifs précis à atteindre avec les fuselages porteurs. L'appareil devait avoir une finesse de 1 à vitesse hypersonique sans faire usage de ses ailerons, afin de ne pas exposer ces derniers à l'échauffement cinétique de la rentrée, et disposer d'une finesse de 4 en vol subsonique pour pouvoir effectuer un atterrissage horizontal. Il devait également disposer d'une bonne maniabilité à vitesse hypersonique, afin de pouvoir modifier de manière importante sa trajectoire alors qu'il était encore à haute altitude. De plus, le véhicule devait fournir un haut niveau d'efficacité volumétrique (le rapport entre le volume interne utilisable et le volume extérieur total), et supporter de manière correcte les températures et les contraintes subies à toutes les vitesses, y-compris les vitesses orbitales. La stabilité était également un facteur important.
De nombreuses études furent menées, mettant en relation l'épaisseur du profil, la flèche, la configuration des bords d'attaque et l'emplacement de l'épaisseur maximale du profil. Le dessin à cambrure négative du HL-10 émergea en 1962, après une longue série de débats internes sur le choix d'un profil à cambrure nulle (profil symétrique) ou négative. Après de nombreux essais en soufflerie, il se trouva que la cambrure négative remplissait neuf des dix objectifs fixés par la conception du profil, alors que la cambrure nulle n'en remplissait que cinq. L'appareil fut alors doté d'un fond plat à cambrure négative, avec un bord de fuite doté d'élevons pouvant bouger simultanément (contrôle en tangage) ou différentiellement (contrôle en roulis). La partie avant de la surface supérieure se resserrait aux extrémités pour former des embryons d'ailes, réduisant la traînée aérodynamique créée aux régimes subsoniques et diminuant les problèmes rencontrés en phases transsoniques. Le volume disponible à l'avant du véhicule était suffisant pour loger les systèmes et le pilote, et maintenir un centre de gravité correct pendant le vol. Selon le désir des ingénieurs, l'appareil n'était qu'un exemplaire à échelle réduite d'un futur modèle beaucoup plus grand, qui aurait pu embarquer douze personnes. Il fut également envisagé que son fond plat lui permette d'amerrir en cas de problème, mais cette idée fut abandonnée après quelques essais sur une aire spécialisé du centre de recherches.
Afin d'abaisser les coûts de fabrication, de nombreuses pièces furent prélevées sur des avions existants. Ainsi, le train d'atterrissage principal du HL-10 provenait d'un Northrop T-38 Talon, et la roulette de nez provenait d'un T-39. Ces deux éléments subirent des modifications ; ils étaient rétractés manuellement (par les équipes au sol) et déployés en vol par un système contenant de l'azote sous pression,. Cela signifiait qu'une fois déployés en vol, ils ne pouvaient plus être rétractés. Ce système fut d'ailleurs repris plus tard sur l'orbiteur de la navette spatiale. Le système d'éjection du pilote était celui d'un F-106 modifié. Des batteries argent-zinc fournissaient la puissance électrique pour les systèmes de contrôle, les instruments de bord, les radios, le chauffage du cockpit, et le système d'augmentation de stabilité de l'avion. La conception des deux avions, M2-F2 et HL-10, vit apparaître un système électronique très utile de stabilisation désigné SAS (Stability Augmentation System), qui aidait le pilote à garder le contrôle de ces avions, réputés assez instables en roulis, de par leur forme assez trapue. Pour assister le pilote dans les derniers instants de l'atterrissage, il disposait de quatre moteurs à peroxyde d'hydrogène à poussée modulable, pouvant produire une poussée maximale cumulée de 1,8 kN,. La propulsion principale était assurée par un moteur-fusée à ergols liquides XLR11 de Reaction Motors, doté de quatre chambres de combustion et produisant une poussée maximale de 35,7 kN. Ces moteurs n'étant plus fabriqués depuis le programme du X-1 et les débuts de celui du X-15, il fallut dénicher ces moteurs dans des musées ! Ils furent sortis des expositions et remis en état de marche pour réaliser les vols propulsés du HL-10.
Afin de contrer la tendance à cabrer des HL-10 et M2-F2, causée par le poids du moteur-fusée à l'arrière du fuselage, il fut entrepris d'alourdir l'avant des deux appareils. Si pendant un temps il fut envisagé d'installer un bloc de lest en métal lourd, la perspective pour les pilotes d'être assis sur un bloc d'uranium appauvri ne les enchantait pas, et cette idée fut abandonnée au profit de la conception d'un cockpit blindé en acier épais riveté. Cette solution présentait de plus l'avantage de mieux protéger le pilote en cas d'accident. Ce fut d'ailleurs ce même blindage qui sauva le pilote Bruce Peterson quelques mois plus tard à bord de son M2-F2 le 10 mai 1967.

## Histoire opérationnelle

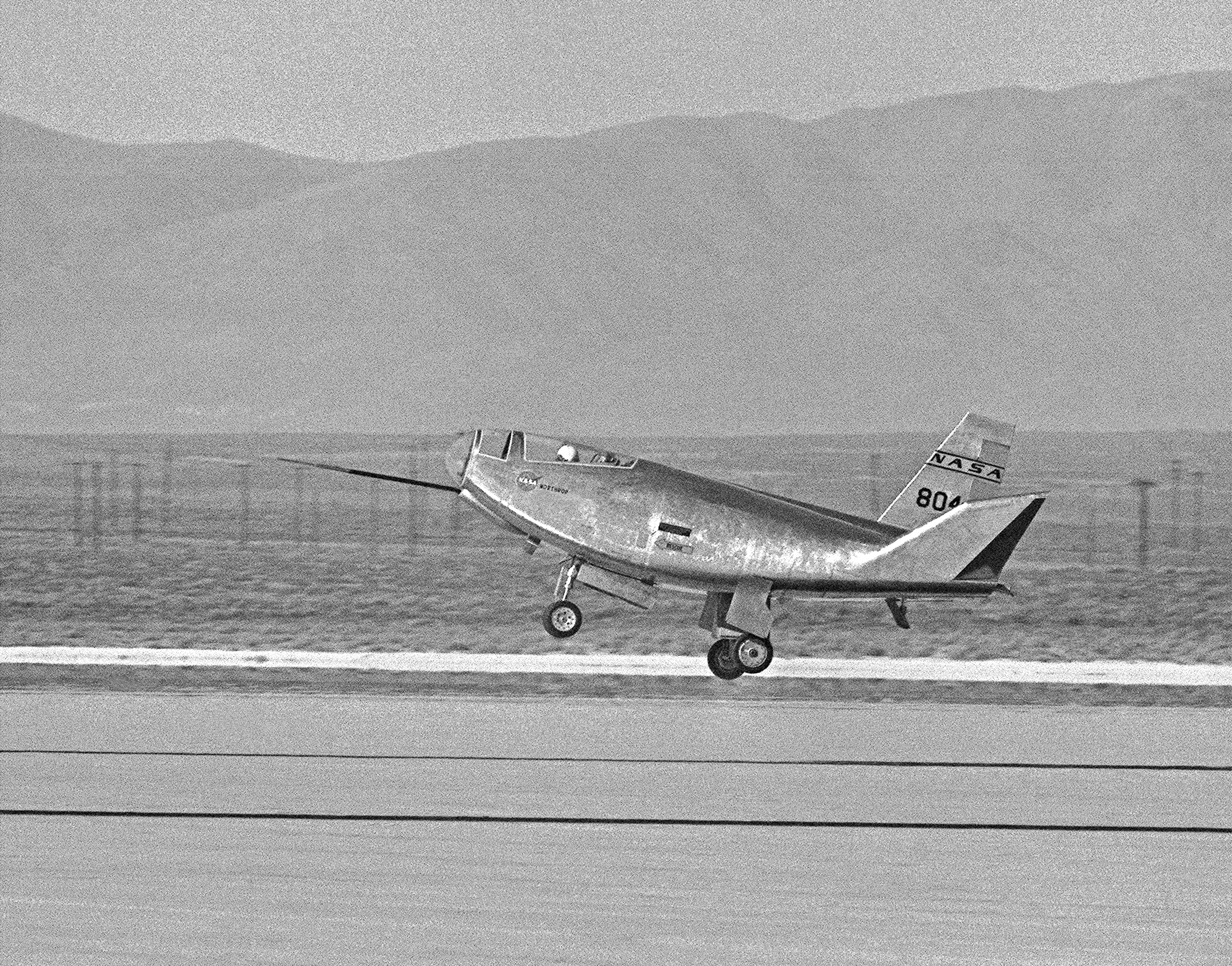
Premier atterrissage du HL-10, le 22 décembre 1966 à Rodgers Dry Lake, piloté par Bruce Peterson.

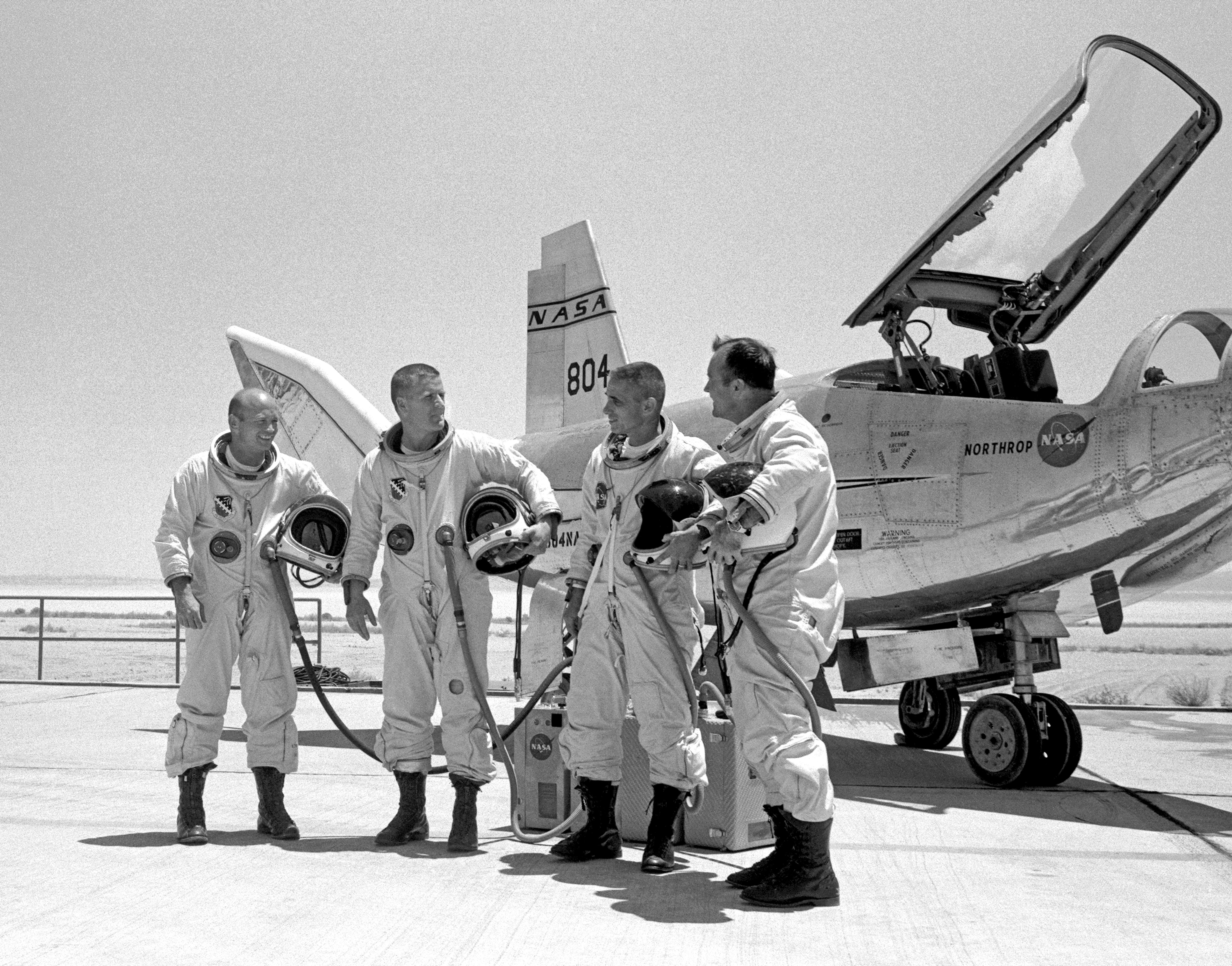
Les quatre principaux pilotes de HL-10 sont vus ici avec l'avion. De gauche à droite ; Le major de l'armée de l'air Jerauld R. Gentry, le pilote d'essai de l'armée de l'air Peter Hoag et les pilotes de la NASA John A. Manke et Bill Dana.

Après livraison à la NASA en janvier 1966, le HL-10 et le M2-F2 furent équipés de leur instrumentation et effectuèrent des essais en soufflerie à l’'Ames Research Center. Les premiers essais furent menés avec les avions attachés au pylône d'aile de l'avion porteur « Balls 8 », le Boeing NB-52B qui avait alors déjà servi à lancer le X-15. L'imposant bombardier fut ensuite modifié afin d'éviter que les deux appareils n'entrent en collision au moment de leur séparation. Le comportement des deux avions fut même simulé à l'aide d'un Lockheed T-33 doté de pétales s'ouvrant sur chaque réservoir de bout d'aile, recréant ainsi la descente à 2 g qu'allaient devoir effectuer les deux prototypes. Autre première pour l'époque, l'avion était également doté d'un ordinateur à circuits intégrés pour calculer les effets de sustentation obtenus. Une série de vols d'essais captifs fut ensuite menée avec chacun des deux appareils accroché sous le B-52.
Le HL-10 effectua son premier vol le 22 décembre 1966, avec aux commandes le pilote d'essai Bruce Peterson. Bien que le moteur-fusée XLR11 (le même que celui du Bell X-1) était parfois installé, les onze premiers largages depuis le B-52 furent des vols planés non propulsés, afin de mesurer les capacités de manœuvre de l'engin, sa stabilité et son contrôle . Le premier vol se passa relativement bien en apparence, mais l'appareil avait toutefois dévoilé de nombreux défauts. Il avait été en effet soumis à de fortes vibrations intempestives, avait un manche trop sensible et sa vitesse d'atterrissage était beaucoup plus élevée que celle de son cousin M2-F2, lancé pour la première fois cinq mois plus tôt. L'engin toucha le sol à une vitesse de 518 km/h après un vol de seulement 189 secondes, ce qui signifiait qu'il avait effectué son vol plané à un taux de descente de plus de 4 200 m/min, un chiffre considéré comme effrayant pour les ingénieurs de Northrop. Wen Painter, ingénieur responsable chez le constructeur, décida de clouer au sol le HL-10 tant que ses différents défauts n'avaient pas été résolus, ce qui dura quinze mois. L'avion vit ses « ailes » modifiées en courbant vers l'extérieur leurs bords d'attaque. Cette modification structurelle importante permettait d'éliminer les tourbillons perturbateurs créés sur l'extrados, responsables des vibrations. L'avion effectua ensuite 36 vols supplémentaires, au cours desquels il devint très apprécié de ses pilotes.
Le HL-10 prit l'air 37 fois pendant le programme de recherche sur les fuselages porteurs, et atteignit la plus haute altitude et la plus grande vitesse de tout le programme. Le 18 février 1970, le pilote d'essai de l’US Air Force Peter Hoag emmena le HL-10 à une vitesse de mach 1,86. Neuf jours plus tard, le pilote de la NASA William « Bill » Dana emmena l'engin à une altitude de 27 440 m, qui devint la plus importante atteinte de tout le programme.
Pour un vol typique, l'appareil était accroché sous un pylône d'emport sous l'aile droite du B-52 modifié, entre le fuselage et la nacelle moteur intérieure. L'ensemble décollait et montait à une altitude d'environ 14 000 m et à une vitesse de lancement d'environ 720 km/h. L'appareil était ensuite largué, et quelques instants après, le moteur-fusée XLR11 était mis à feu par le pilote. La vitesse et l'altitude étaient alors augmentées jusqu'à ce que le moteur soit éteint, soit par épuisement des ergols l'alimentant, soit par la volonté du pilote, suivant le profil de vol déterminé pour chaque mission. Les corps portants embarquaient généralement assez de carburant pour environ 100 secondes de vol propulsé, et atteignaient habituellement des altitudes comprises entre 15 000 et 24 000 m et des vitesses supérieures à celle du son.
Après l'arrêt du moteur, le pilote manœuvrait l'appareil suivant un couloir simulé de retour de l'espace et effectuait une approche planifiée pour atterrir sur l'une des pistes dessinée sur le lit du lac asséché de Rogers Dry Lake (en) à Edwards. Une approche circulaire était utilisée pour perdre de l'altitude pendant la phase d'atterrissage. Pendant la phase d'approche finale, le pilote augmentait son taux de descente pour emmagasiner de l'énergie. À environ 30 m du sol, une manœuvre « d'arrondi » était effectuée et faisait chuter la vitesse air à environ 320 km/h pour l'atterrissage.
Des enseignements inhabituels et précieux furent tirés des essais en vol fructueux du HL-10. Durant les premières phases du développement de la navette spatiale, des corps portants basés sur la forme du HL-10 furent l'une des trois propositions finales pour la forme de la future navette. Ils furent finalement rejetés car il s'avérait difficile d'intégrer des réservoirs cylindriques à l'intérieur du fuselage tout en courbes de l'appareil, et les concepts suivants se focalisèrent sur un dessin plus conventionnel à aile delta.
Pilotes du HL-10
- John A. Manke : 10 vols, dont 7 propulsés[7] ;
- William H. Dana : 9 vols, dont 8 propulsés ;
- Jerauld R. Gentry (en) : 9 vols, dont 2 propulsés ;
- Peter C. Hoag : 8 vols, dont 7 propulsés[7] ;
- Bruce Peterson : 1 vol, aucun propulsé. Il se retira du programme des corps portants après son crash à bord du M2-F2 en mai 1967[3].

## Vols spatiaux non réalisés
D'après l'ouvrage Wingless Flight, écrit par l'ingénieur de projet R. Dale Reed (en), si le projet du HL-10 avait continué, l'appareil aurait effectué un vol dans l'espace au début des années 1970. En effet, à la suite de l'annulation des derniers vols du programme Apollo, Reed réalisa qu'il resterait une importante quantité de matériel relatif à ces missions à l'abandon, incluant plusieurs modules de commandes et plusieurs fusées Saturn V en état de vol.
Son plan était de lourdement modifier le HL-10 au centre de recherches en vol de la NASA, avec l'ajout d'un bouclier thermique ablatif, d'un système de contrôle par réaction (RCS) et d'autres systèmes nécessaires pour le vol spatial habité. Le nouvel avion, désormais adapté au vol spatial aurait ensuite été lancé par la fusée Saturn V en étant installé à la place initialement réservée au module lunaire Apollo. Une fois en orbite, il était prévu qu'un bras d'extraction robotisé enlève le HL-10 du troisième étage de la fusée et le place à côté du module de commande Apollo. L'un des astronautes, qui aurait été formé au pilotage de l'appareil, aurait ensuite effectué une sortie extra-véhiculaire pour embarquer à bord du HL-10 et effectuer une vérification pré-rentrée de ses systèmes.
Le programme aurait consisté en deux vols. Dans le premier, le pilote du HL-10 serait revenu dans le vaisseau Apollo après avoir vérifié les systèmes de l'avion, et aurait laissé ce dernier effectuer sa rentrée atmosphérique sans pilote à bord. Si ce vol avait été réussi, lors du vol suivant le pilote aurait alors piloté le HL-10 pour le ramener sur Terre en vol plané jusqu'à la base d'Edwards.
Apparemment très séduit par l'idée, Wernher von Braun proposa de préparer deux fusées Saturn V complètes pour effectuer ces missions, mais le directeur du centre de recherches Paul Bickle refusa, déclarant que ce programme était au-delà de son domaine d'intérêt.

## Les vols du HL-10
Il n'y eut qu'un seul exemplaire fabriqué du HL-10, portant le numéro de série « NASA 804 ». Il effectua 37 vols, dont 24 avec allumage de son moteur-fusée XLR11. Il est désormais exposé à l'entrée de l’Armstrong Flight Research Center à Edwards, en Californie.
| Numéro du vol | Date              | Pilote   | Vitesse maximale | Nombre de Mach | Altitude | Durée du vol   | Commentaires                                                   |
| ------------- | ----------------- | -------- | ---------------- | -------------- | -------- | -------------- | -------------------------------------------------------------- |
| 01            | 22 décembre 1966  | Peterson | 735 km/h         | Mach 0,693     | 13 716 m | 0 h 3 min 7 s  | Premier vol Vol plané non propulsé                             |
| 02            | 15 mars 1968      | Gentry   | 684 km/h         | Mach 0,609     | 13 716 m | 0 h 4 min 3 s  | Vol plané non propulsé                                         |
| 03            | 3 avril 1968      | Gentry   | 732 km/h         | Mach 0,690     | 13 716 m | 0 h 4 min 2 s  | Vol plané non propulsé                                         |
| 04            | 25 avril 1968     | Gentry   | 739 km/h         | Mach 0,697     | 13 716 m | 0 h 4 min 18 s | Vol plané non propulsé                                         |
| 05            | 3 mai 1968        | Gentry   | 731 km/h         | Mach 0,688     | 13 716 m | 0 h 4 min 5 s  | Vol plané non propulsé                                         |
| 06            | 16 mai 1968       | Gentry   | 719 km/h         | Mach 0,678     | 13 716 m | 0 h 4 min 25 s | Vol plané non propulsé                                         |
| 07            | 28 mai 1968       | Manke    | 698 km/h         | Mach 0,657     | 13 716 m | 0 h 4 min 5 s  | Vol plané non propulsé                                         |
| 08            | 11 juin 1968      | Manke    | 697 km/h         | Mach 0,635     | 13 716 m | 0 h 4 min 6 s  | Vol plané non propulsé                                         |
| 09            | 21 juin 1968      | Gentry   | 700 km/h         | Mach 0,637     | 13 716 m | 0 h 4 min 31 s | Vol plané non propulsé                                         |
| 10            | 24 septembre 1968 | Gentry   | 723 km/h         | Mach 0,682     | 13 716 m | 0 h 4 min 5 s  | Vol plané non propulsé XLR-11 installé                         |
| 11            | 3 octobre 1968    | Manke    | 758 km/h         | Mach 0,714     | 13 716 m | 0 h 4 min 3 s  | Vol plané non propulsé                                         |
| 12            | 23 octobre 1968   | Gentry   | 723 km/h         | Mach 0,666     | 12 101 m | 0 h 3 min 9 s  | 1er vol propulsé Défaillance du moteur Atterrissage à Rosamond |
| 13            | 13 novembre 1968  | Manke    | 843 km/h         | Mach 0,840     | 13 000 m | 0 h 6 min 25 s | 3 essais d'allumage du moteur                                  |
| 14            | 9 décembre 1968   | Gentry   | 872 km/h         | Mach 0,870     | 14 454 m | 0 h 6 min 34 s | -                                                              |
| 15            | 17 avril 1969     | Manke    | 974 km/h         | Mach 0,994     | 16 075 m | 0 h 6 min 40 s | -                                                              |
| 16            | 25 avril 1969     | Dana     | 744 km/h         | Mach 0,701     | 13 716 m | 0 h 4 min 12 s | Vol plané non propulsé                                         |
| 17            | 9 mai 1969        | Manke    | 1 197 km/h       | Mach 1,127     | 16 246 m | 0 h 6 min 50 s | 1er vol supersonique d'un corps portant                        |
| 18            | 20 mai 1969       | Dana     | 959 km/h         | Mach 0,904     | 14 966 m | 0 h 6 min 54 s | -                                                              |
| 19            | 28 mai 1969       | Manke    | 1 312 km/h       | Mach 1,236     | 18 959 m | 0 h 6 min 38 s | -                                                              |
| 20            | 6 juin 1969       | Hoag     | 727 km/h         | Mach 0,665     | 13 716 m | 0 h 3 min 51 s | Vol plané non propulsé                                         |
| 21            | 19 juin 1969      | Manke    | 1 484 km/h       | Mach 1,398     | 19 538 m | 0 h 6 min 18 s | -                                                              |
| 22            | 23 juillet 1969   | Dana     | 1 350 km/h       | Mach 1,444     | 19 446 m | 0 h 6 min 13 s | -                                                              |
| 23            | 6 août 1969       | Manke    | 1 656 km/h       | Mach 1,540     | 23 195 m | 0 h 6 min 12 s | 1er vol à pleine puissance (4 chambres allumées)               |
| 24            | 3 septembre 1969  | Dana     | 1 542 km/h       | Mach 1,446     | 23 762 m | 0 h 6 min 54 s | -                                                              |
| 25            | 18 septembre 1969 | Manke    | 1 341 km/h       | Mach 1,256     | 24 137 m | 0 h 7 min 6 s  | -                                                              |
| 26            | 30 septembre 1969 | Hoag     | 980 km/h         | Mach 0,924     | 16 383 m | 0 h 7 min 16 s | -                                                              |
| 27            | 27 octobre 1969   | Dana     | 1 675 km/h       | Mach 1,577     | 18 474 m | 0 h 6 min 57 s | -                                                              |
| 28            | 3 novembre 1969   | Hoag     | 1 482 km/h       | Mach 1,396     | 19 544 m | 0 h 7 min 19 s | -                                                              |
| 29            | 17 novembre 1969  | Dana     | 1 693 km/h       | Mach 1,594     | 19 687 m | 0 h 6 min 48 s | -                                                              |
| 30            | 21 novembre 1969  | Hoag     | 1 532 km/h       | Mach 1,432     | 24 165 m | 0 h 6 min 18 s | -                                                              |
| 31            | 12 décembre 1969  | Dana     | 1 402 km/h       | Mach 1,310     | 24 372 m | 0 h 7 min 8 s  | -                                                              |
| 32            | 19 janvier 1970   | Hoag     | 1 399 km/h       | Mach 1,310     | 26 414 m | 0 h 6 min 50 s | -                                                              |
| 33            | 26 janvier 1970   | Dana     | 1 444 km/h       | Mach 1,351     | 26 726 m | 0 h 6 min 51 s | -                                                              |
| 34            | 18 février 1970   | Hoag     | 1 976 km/h       | Mach 1,861     | 20 516 m | 0 h 6 min 20 s | Vol le plus rapide                                             |
| 35            | 27 février 1970   | Dana     | 1 400 km/h       | Mach 1,314     | 27 524 m | 0 h 6 min 56 s | Plus haute altitude atteinte                                   |
| 36            | 11 juin 1970      | Hoag     | 810 km/h         | Mach 0,744     | 13 716 m | 0 h 3 min 22 s | Approche propulsée à l'atterrissage                            |
| 37            | 17 juillet 1970   | Hoag     | 803 km/h         | Mach 0,733     | 13 716 m | 0 h 4 min 12 s | Dernier vol                                                    |

## Spécifications techniques
Caractéristiques générales
- Équipage : 1 pilote
- Longueur : 6,45 m
- Envergure : 4,15 m
- Hauteur : 2,92 m
- Surface alaire : 14,9 m2
- Masse à vide : 2 397 kg
- Masse maximale au décollage : 4 540 kg
- Moteur : 1 Moteur-fusée à ergols liquides Reaction Motors XLR11 de 35,7 kN de poussée
- carburant : 1 604 kg (propergol solide)

 Performances 
- Vitesse maximale : 1 976 km/h (Mach 1,61)
- Rayon d'action en combat : 72 km
- Plafond : 27 524 m
- Charge alaire : 304,7 kg/m2
- Rapport poids-poussée : 0,99 : 1